# 19 mei
19 mei is de 139ste dag van het jaar (140ste dag in een schrikkeljaar) in de gregoriaanse kalender. Hierna volgen nog 226 dagen tot het einde van het jaar.

## Gebeurtenissen
- Algemeen
  - 363 - Een aardbeving brengt grote schade toe aan de stad Petra.
  - 1897 - Oscar Wilde wordt vrijgelaten uit de gevangenis.
  - 1993 - Het aantal politieke moorden, verdwijningen en martelingen in Guatemala neemt volgens Amnesty International toe, ondanks tegenovergestelde beweringen van de burgerregering van president Jorge Serrano Elias.
  - 2018 - Prins Harry treedt in het huwelijk met de Amerikaanse actrice Meghan Markle.[1]

- Infrastructuur
  - 1906 - De 19,7 km lange Simplon-tunnel tussen Zwitserland en Italië wordt feestelijk geopend.
  - 1935 - Hitler opent het eerste stuk Reichsautobahn tussen Frankfurt en Darmstadt.
  - 1951 - Eerste vlucht van de fokker S.14 machtrainer.

- Gezondheid
  - 1995 - De regering van Zaïre vaardigt 'nieuwe instructies' uit, waardoor quarantainemaatregelen beperkt blijven tot ziekenhuizen, plaatsen waar mensen aan het ebolavirus zijn overleden of waar een vermoeden van besmetting bestaat.

- Oorlog
  - 1643 - Slag bij Rocroi tussen Frankrijk en Spanje in het kader van de Dertigjarige Oorlog.
  - 1994 - De belangrijkste Somalische krijgsheer, Mohammed Farrah Aidid, keert in triomf terug in de hoofdstad Mogadishu na een verblijf van zes maanden buiten het Oost-Afrikaanse land.
  - 2003 - Het Indonesisch leger begint een grootscheeps offensief in Atjeh.

- Politiek
  - 1051 - Hendrik I van Frankrijk trouwt met prinses Anna van Kiev.
  - 1536 - Anna Boleyn, de tweede vrouw van Hendrik VIII van Engeland, wordt onthoofd wegens overspel.
  - 1568 - Mary Stuart ("Queen of Scots") wordt gearresteerd.
  - 1920 - Oprichting van de centristische, agraristische Noorse politieke partij Senterpartiet.
  - 1959 - Het kabinet-De Quay treedt aan.
  - 1969 - Helmut Kohl wordt minister-president van de Duitse deelstaat Rijnland-Palts.
  - 1974 - Valéry Giscard d'Estaing wint de presidentsverkiezingen in Frankrijk van François Mitterrand met 50,8 tegen 49,1%.
  - 1991 - De Joegoslavische deelrepubliek Kroatië houdt een referendum waaruit blijkt dat de meerderheid van de bevolking voor onafhankelijkheid is.
  - 1993 - Heide Simonis wordt de eerste vrouwelijke minister-president van een Duitse deelstaat, Sleeswijk-Holstein.
  - 1994 - Hastings Banda, al dertig jaar president van Malawi, erkent zijn nederlaag bij de parlements- en presidentsverkiezingen.
  - 1995 - De vier verdachten die sinds februari vanwege het Agusta-schandaal in de Luikse Lantin-gevangenis zaten, worden vrijgelaten. De Kamer van Inbeschuldigingstelling acht hun aanhouding niet langer noodzakelijk voor het onderzoek.
  - 1995 - Tot ongenoegen van het Witte Huis heeft de Amerikaanse Senaat met een grote meerderheid besloten het onderzoek naar de Whitewater-zaak te heropenen.
  - 1995 - De vorig jaar tot vier jaar gevangenis veroordeelde leider van de onafhankelijke Indonesische vakcentrale SBSI, Muchtar Pakpahan, wordt in Medan (Noord-Sumatra) onverwacht op vrije voeten gesteld.
  - 1995 - De regering van de Thaise minister-president Chuan Leekpai eindigt.
  - 1998 - Jan Peter Balkenende wordt lid van de Tweede Kamerfractie van het CDA.
  - 1999 - De eerste van een reeks protesten tegen de regering-Wijdenbosch is in Suriname begonnen. Ze leiden tot vervroegde verkiezingen.
  - 2023 - In de Japanse stad Hiroshima begint de drie dagen durende G7-top van de leiders van de zeven rijke industriële landen en de EU. Ook vertegenwoordigers van een aantal andere landen schuiven aan, waaronder de Oekraïense president Zelensky.[2]

- Recreatie

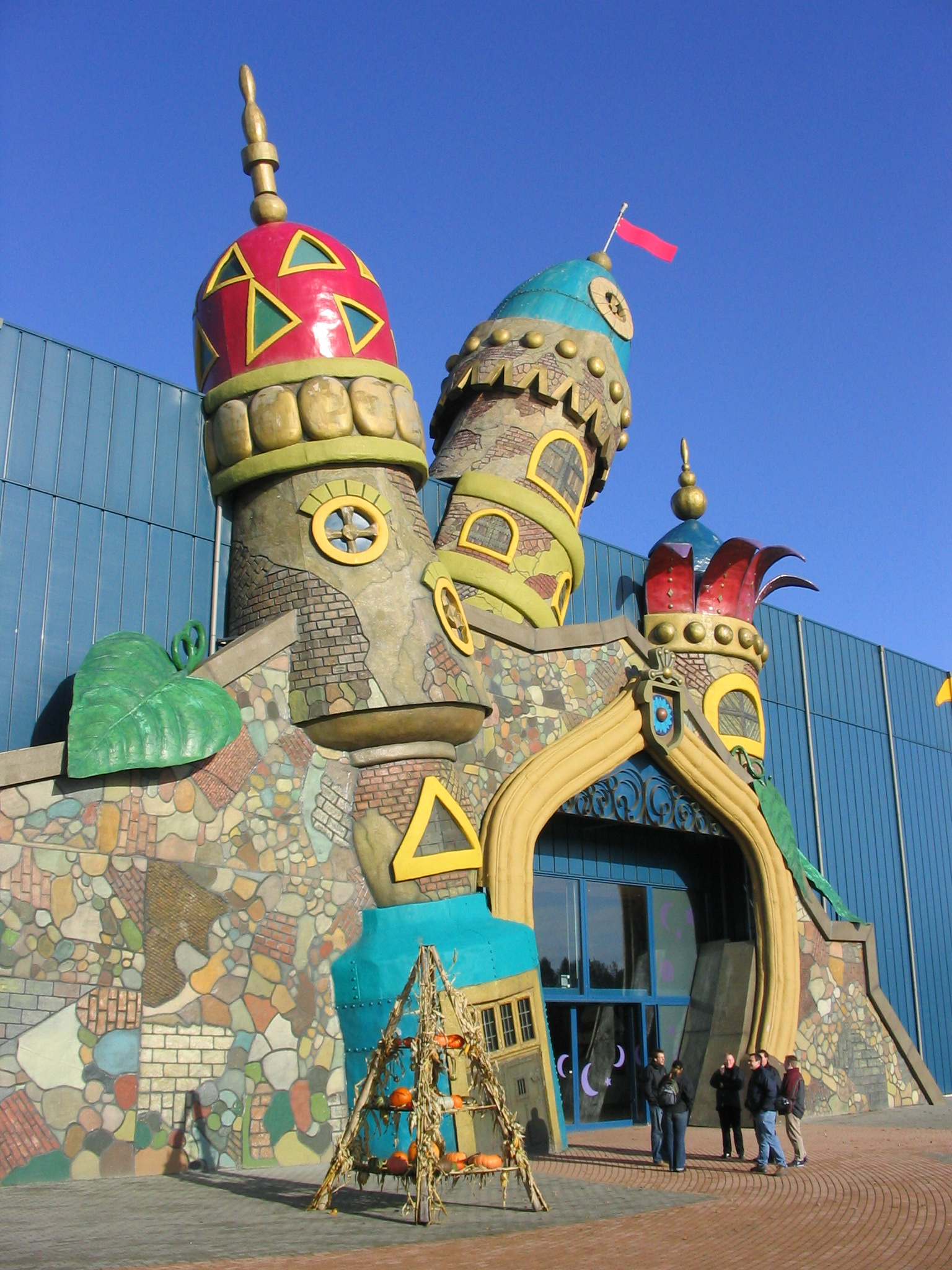
Entree van Attractiepark Toverland.

  - 2001 - Attractiepark Toverland opent zijn deuren.

- Religie
  - 1769 - Kardinaal Giovanni Vincenzo Antonio Ganganelli wordt gekozen tot Paus Clemens XIV
  - 1935 - Heiligverklaring van de Engelse martelaren John Fisher en Thomas More in Rome.
  - 1964 - Oprichting van het Secretariaat voor de niet-Christenen van de Romeinse Curie door paus Paulus VI en benoeming van kardinaal Paolo Marella tot president.

- Sport
  - 1906 - Oprichting van de Engelse voetbalclub Southend United.
  - 1907 - Oprichting van de Finse voetbalbond, de Suomen Palloliitto.
  - 1972 - Ajax wint met 12-1 van Vitesse, wat tot 24 oktober 2020 de grootste zege ooit is in de Eredivisie.
  - 1990 - FC Luik wint voor de eerste keer in de clubgeschiedenis de Belgische voetbalbeker door Germinal Ekeren in de finale met 2-1 te verslaan.
  - 1996 - De hockeysters van HGC winnen de landstitel in de Nederlandse hoofdklasse door titelverdediger Kampong met 1-0 te verslaan in het tweede duel uit de finale van de play-offs.
  - 1996 - De Nederlandse judoploeg sluit de EK judo in Den Haag af met vijf gouden en één zilveren medaille, en eindigt daardoor als eerste in het medailleklassement.
  - 1999 - Lazio Roma wint de laatste editie van het toernooi om de Europacup II. In de finale in Birmingham is de Italiaanse voetbalclub met 2-1 te sterk voor het Spaanse Real Mallorca.
  - 2000 - Deportivo La Coruña wordt voor het eerst kampioen van Spanje
  - 2004 - Valencia wint de UEFA Cup. In de finale in Göteborg is de Spaanse voetbalclub met 2-0 te sterk voor Olympique Marseille.
  - 2007 - VfB Stuttgart wordt kampioen van Duitsland, net voor FC Schalke 04.
  - 2007 - Chelsea wint in het nieuwe Wembleystadion de FA Cup met 1-0 na verlenging van Manchester United.
  - 2008 - Oprichting van de Oostenrijkse voetbalclub FC Magna Wiener Neustadt.
  - 2012 - De Duitse voetbalclub FC Bayern München verliest in eigen stadion de finale van de UEFA Champions League. Na een 1-1 gelijkspel neemt de Engelse voetbalclub Chelsea FC de penalty's beter en wint voor de eerste keer in haar 107-jarig bestaan de Champions League.

- Wetenschap en technologie
  - 1965 - Tu'i Malila, de oudst bekende schildpad, sterft in Tonga op de leeftijd van 188 of 192 jaar.
  - 1971 - Lancering van Mars 2, het eerste Russische ruimtevaartuig dat in een baan om Mars draait en waarvan de lander als eerste toestel het oppervlak bereikt.
  - 1996 - Vlucht STS-77 (Spaceshuttle Endeavour) wordt gelanceerd. Doel van de missie is het in de ruimte loslaten van enkele objecten waaronder een opblaasbare antenne, de IAE.[3]
  - 2000 - Lancering van spaceshuttle Atlantis die verschillende verbeteringen, zoals modernere beeldschermen, heeft ondergaan voorafgaand aan missie STS-101. Het doel van de missie is afleveren van goederen aan het ISS en onderhoudswerkzaamheden aan het ruimtestation.[4]
  - 2004 - De nieuwe Nederlandse Telecommunicatiewet wordt van kracht.
  - 2024 - Blue Origin lanceert met de New Shepard 4 raket de NS-25 missie voor een suborbitale vlucht vanaf Launch Site One, Corn Ranch, Texas, Verenigde Staten met een bemanning van zes ruimtetoeristen, onder wie Ed Dwight. Het is de eerste lancering door Blue Origin van een bemande vlucht na de mislukte lancering van 12 september 2022.[5][6][7]

## Geboren

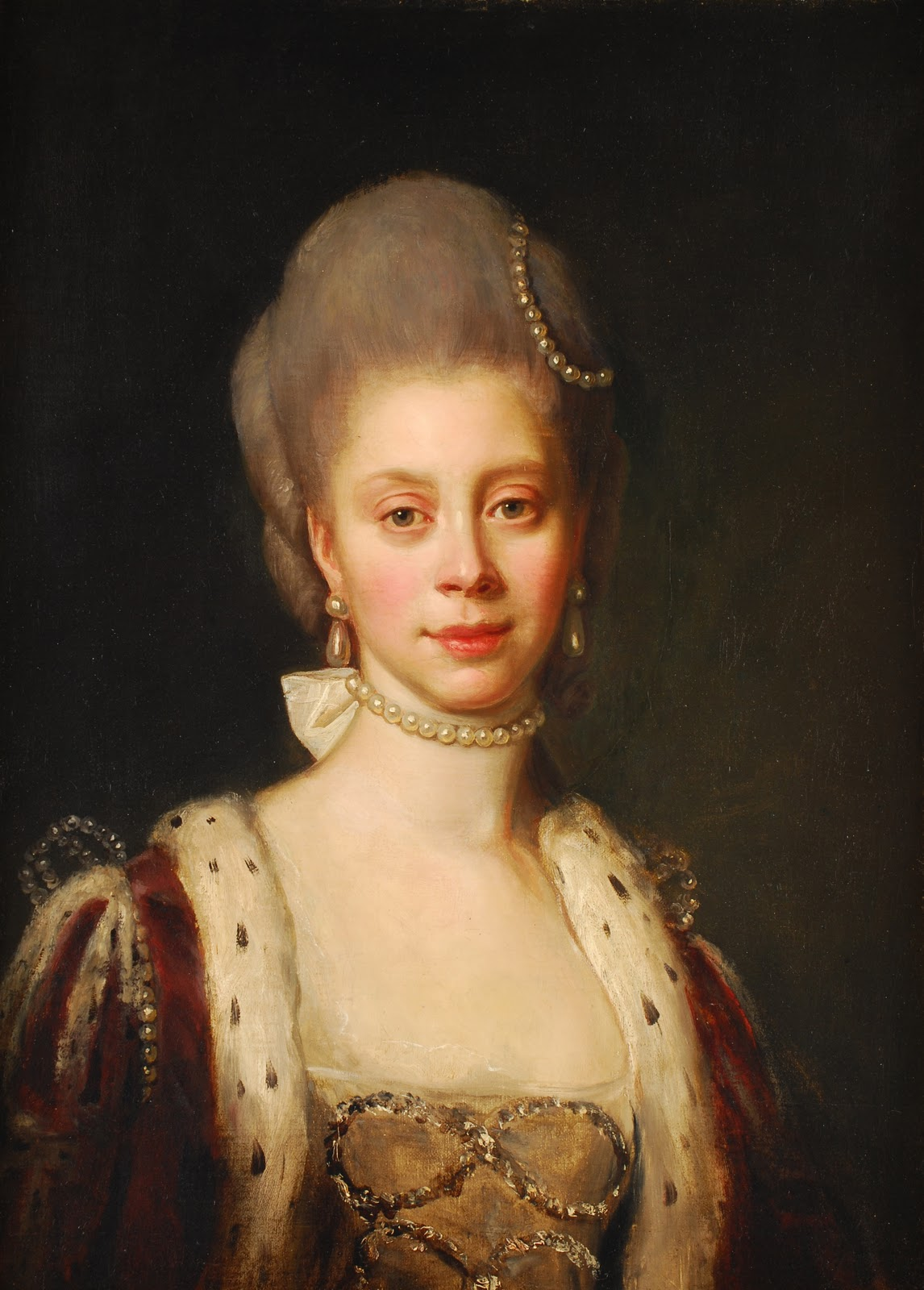
Charlotte van Mecklenburg-Strelitz
geboren in 1744

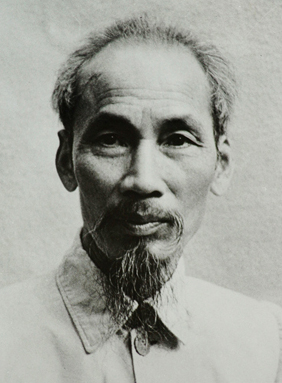
Hồ Chí Minh
geboren in 1890

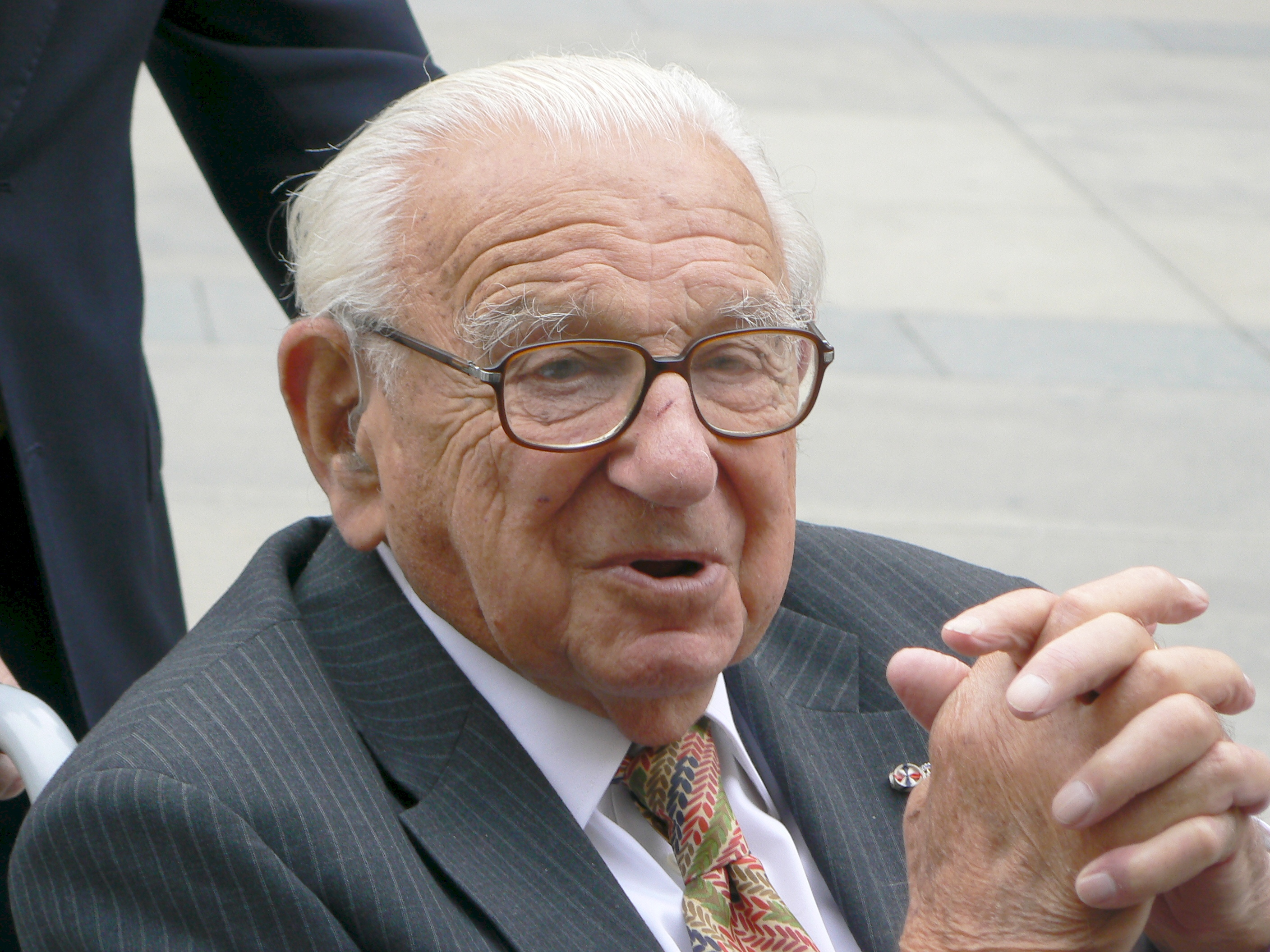
Nicholas Winton
geboren in 1909

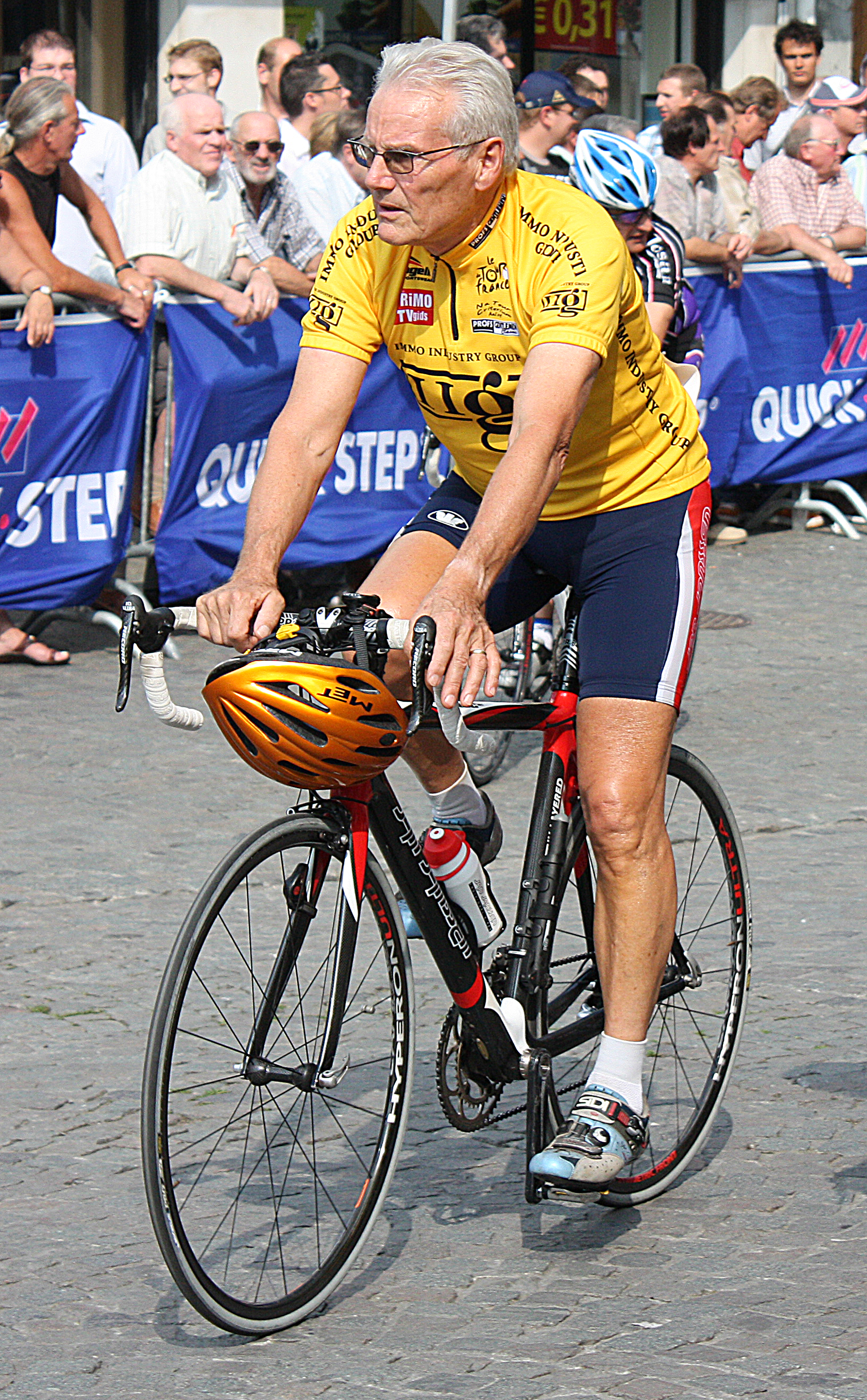
Jan Janssen
geboren in 1940

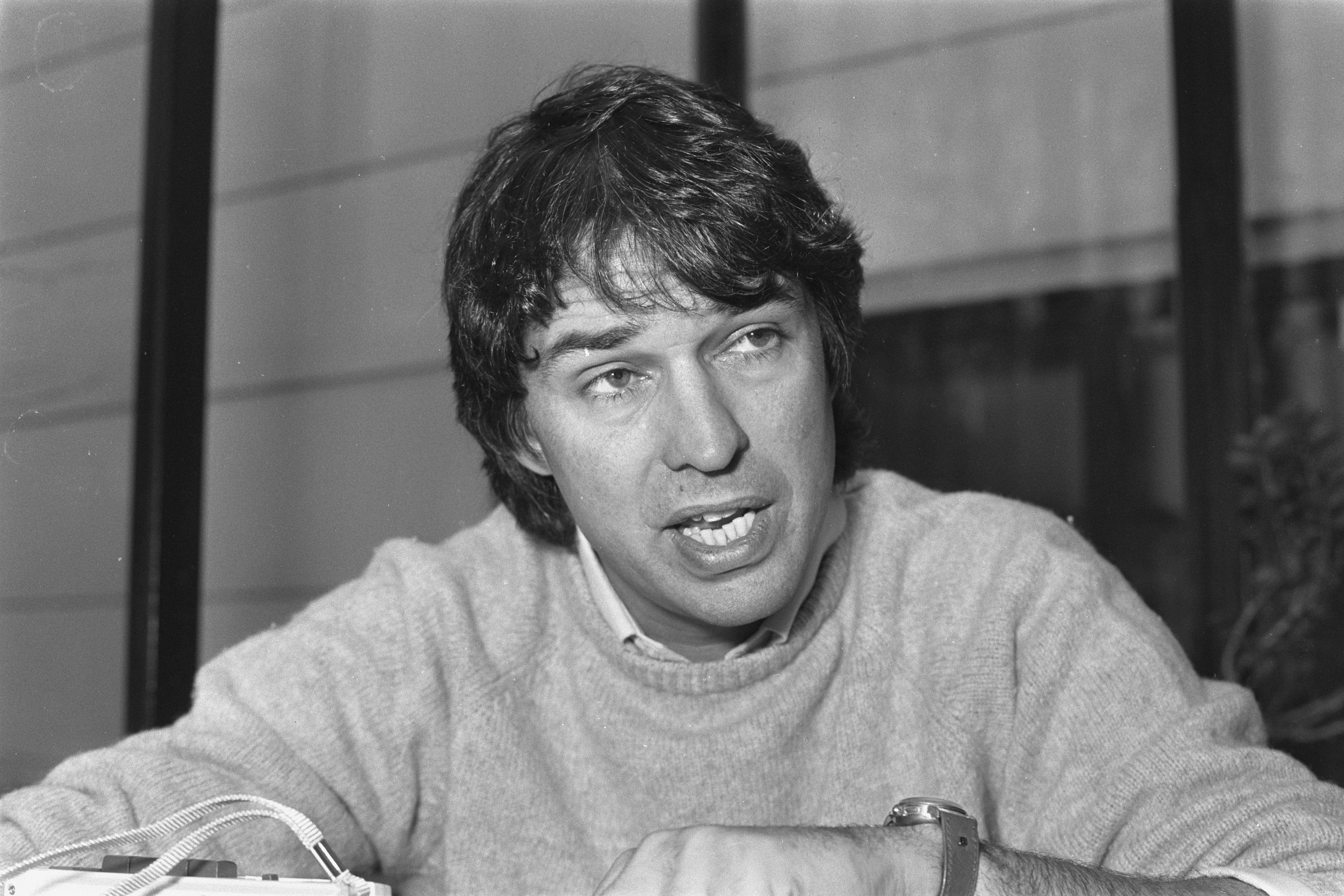
Ron Brandsteder
geboren in 1950

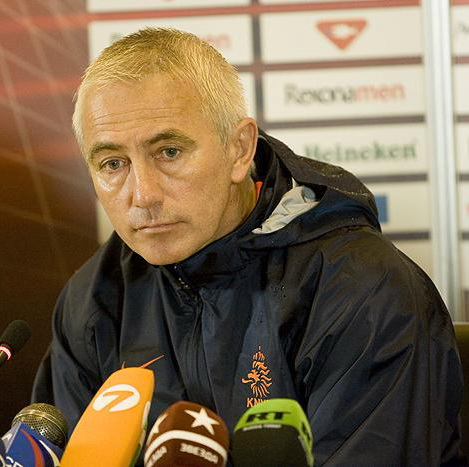
Bert van Marwijk
geboren in 1952

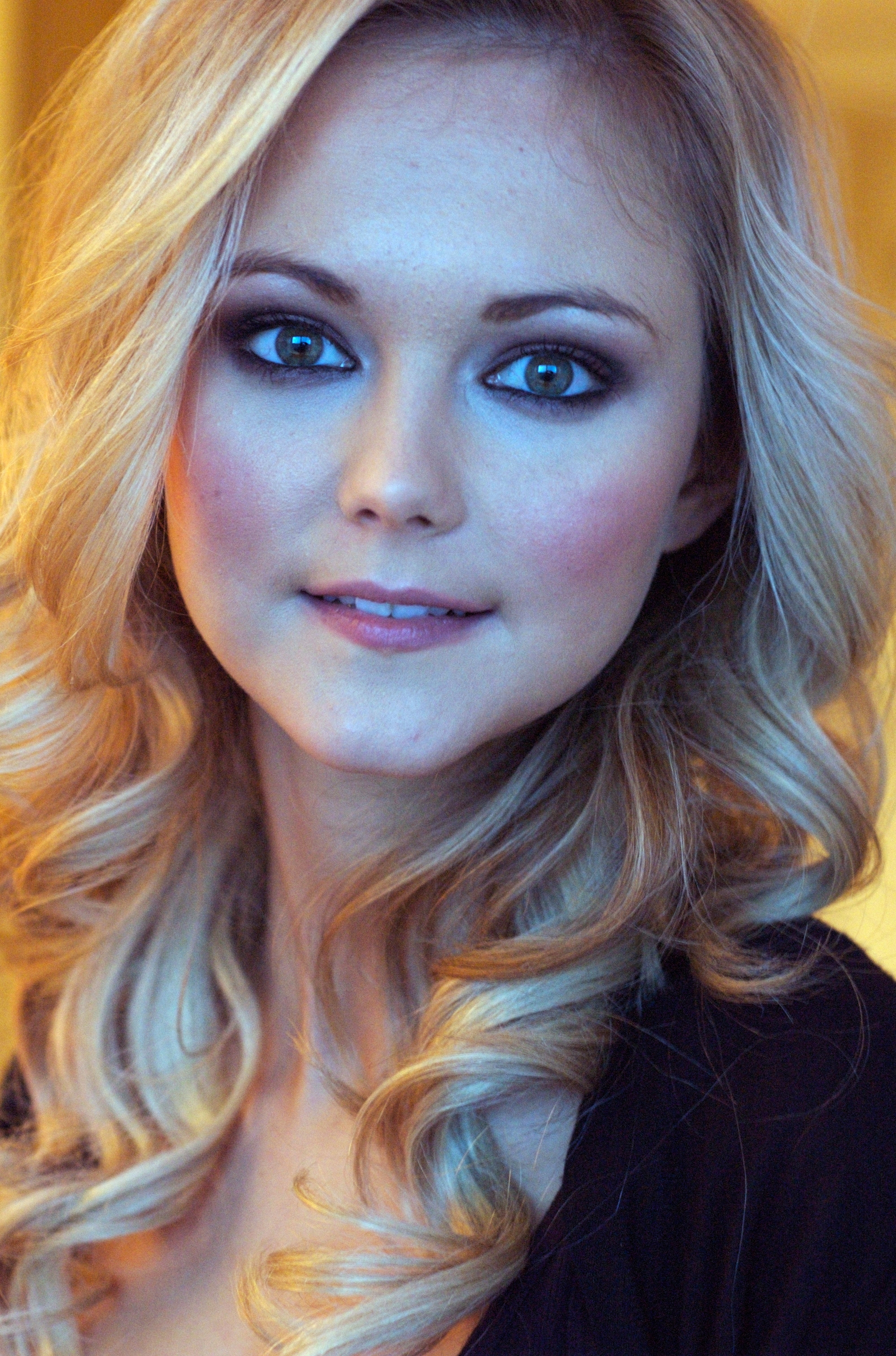
Jayne Wisener
geboren in 1987

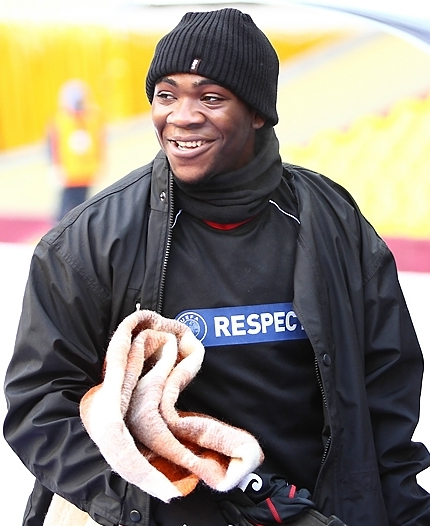
Ola John
geboren in 1992

- 1593 - Jacob Jordaens, Zuid-Nederlands kunstschilder (overleden 1678)
- 1611 - Benedetto Odescalschi, de latere paus Innocentius XI (overleden 1689)
- 1744 - Charlotte van Mecklenburg-Strelitz, koningin van het Verenigd Koninkrijk (overleden 1818)
- 1771 - Hendrik George de Perponcher Sedlnitsky, Nederlands legeraanvoerder (overleden 1856)
- 1812 - Charlotte Guest, Engels vertaalster (overleden 1859)
- 1849 - Adrien Lachenal, Zwitsers politicus (overleden 1918)
- 1857 - John Jacob Abel, Amerikaans grondlegger van de farmacologie (overleden 1938)
- 1859 - Célestin Demblon, Belgisch politicus (overleden 1924)
- 1860 - Vittorio Emanuele Orlando, Italiaans politicus (overleden 1952)
- 1861 - Nellie Melba, Australisch opera-zangeres (overleden 1931)
- 1879 - Nancy Astor, Brits politica en feministe (overleden 1964)
- 1880 - Potenciano Gregorio, Filipijns musicus en componist (overleden 1939)
- 1881 - Mustafa Kemal Atatürk, Turks politicus (overleden 1938)
- 1882 - Mohammad Mossadeq, Iraans politicus (overleden 1967)
- 1884 - Arthur Meulemans, Belgisch componist, dirigent en muziekpedagoog (overleden 1966)
- 1885 - Jose Maria Cuenco, Filipijns aartsbisschop (overleden 1972)
- 1885 - Bjørn Rasmussen, Deens voetballer (overleden 1962)
- 1887 - Harry Chamberlin, Amerikaans ruiter (overleden 1944)
- 1888 - W.H. van Eemlandt, Nederlands schrijver (overleden 1955)
- 1890 - Ernst Hijmans, Nederlands organisatieadviseur (overleden 1987)
- 1890 - Hồ Chí Minh, Vietnamees leider (overleden 1969)
- 1900 - Henk Post, Nederlands predikant. Hij speelde tijdens de Tweede Wereldoorlog een centrale rol binnen het verzet in Rijnsburg. (overleden 1982)
- 1901 - Michel Vanderbauwhede, Belgisch voetballer (overleden 1977)
- 1906 - Bruce Bennett, Amerikaans atleet en acteur (overleden 2007)
- 1908 - Percy Williams, Canadees atleet (overleden in 1982)
- 1909 - Nicholas Winton, Brits verzetsstrijder (overleden 2015)
- 1910 - Nathuram Godse, Indiaas moordenaar van Mahatma Gandhi (overleden 1949)
- 1914 - Jan Bonekamp, Nederlands verzetsman (overleden 1944)
- 1914 - Max Perutz, Oostenrijks biochemicus (overleden 2002)
- 1918 - Bram Pais, Nederlands-Amerikaans natuurkundige en wetenschapshistoricus (overleden 2000)
- 1919 - Mitja Ribičič, Sloveens communist en politicus (overleden 2013)
- 1919 - Jo Stroomberg, Nederlands zwemster (overleden 1984)
- 1920 - Iván Böszörményi-Nagy, Hongaars-Amerikaans psychiater (overleden 2007)
- 1920 - Hans Kaart, Nederlands acteur en tenor (overleden 1963)
- 1920 - Max de Winter, Nederlands wetenschapper (overleden 2012)
- 1921 - Lota Delgado, Filipijns actrice (overleden 2009)
- 1921 - Karel van het Reve, Nederlands slavist, essayist en schrijver (overleden 1999)
- 1922 - Herbert Burdenski, Duits voetballer en trainer (overleden 2001)
- 1925 - Malcolm X, Amerikaans activist (overleden 1965)
- 1923 - Fernand Degens, Belgisch atleet
- 1926 - Tadashi Sawashima, Japans regisseur (overleden 2018)
- 1927 - Els van den Horn, Nederlands schoonspringster (overleden 1996)
- 1928 - Colin Chapman, Brits autocoureur (overleden 1982)
- 1928 - Pol Pot, Cambodjaans leider van de Rode Khmer en dictator (overleden 1998)
- 1929 - Harvey Cox, Amerikaans theoloog
- 1930 - Lorraine Hansberry, Amerikaans schrijfster (overleden 1965)
- 1931 - Bob Anderson, Brits autocoureur (overleden 1967)
- 1931 - James Greene, Noord-Iers acteur (overleden 2021)
- 1931 - David Wilkerson, Amerikaans voorganger, evangelist en schrijver (overleden 2011)
- 1932 - Elena Poniatowska, Mexicaans schrijfster en journaliste
- 1933 - Edward de Bono, Maltees-Brits psycholoog en managementspecialist (overleden 2021)
- 1934 - Jan Wijn, Nederlands pianist en pianopedagoog (overleden 2022)
- 1936 - Andrej Kvašňák, Slowaaks voetballer (overleden 2007)
- 1937 - Carel Muller, Nederlands psychotherapeut (overleden 2020)
- 1937 - Ben Rowold, Nederlands cabaretier (overleden 1984)
- 1938 - Paul van Herck, Belgisch schrijver (overleden 1989)
- 1938 - Igor Ter-Ovanesjan, Sovjet-Russisch/Oekraïens atleet
- 1938 - Karel Verleyen, Belgisch kinderboekenschrijver (overleden 2006)
- 1939 - Jānis Lūsis, Sovjet-Russisch/Lets speerwerper (overleden 2020)
- 1939 - Richard Scobee, Amerikaans astronaut (overleden 1986)
- 1939 - John Sheahan, Iers violist en componist
- 1940 - Frans Bouwmeester, Nederlands voetballer
- 1940 - Jan Janssen, Nederlands wielrenner, winnaar Ronde van Frankrijk 1968
- 1940 - Mickey Newbury, Amerikaans singer-songwriter (overleden 2002)
- 1940 - Klaus Riekemann, Duits roeier
- 1941 - Ritt Bjerregaard, Deens politica (overleden 2023)
- 1941 - Nora Ephron, Amerikaans schrijver (overleden 2012)
- 1941 - Tania Mallet, Engels model (overleden 2019)
- 1942 - Alexandra, Duits zangeres (overleden 1969)
- 1942 - Bob de Jong, Nederlands autocoureur en programmamaker (overleden 2013)
- 1942 - Gary Kildall, Amerikaans softwareontwikkelaar (overleden 1994)
- 1944 - Peter Hindley, Brits voetballer (overleden 2021)
- 1944 - Ronald Lopatni, Kroatisch waterpolospeler (overleden 2022)
- 1945 - Frans Bronzwaer, Nederlands zanger en gitarist (overleden 2021)
- 1945 - Pete Townshend, Brits gitarist
- 1945 - Daniel Van Ryckeghem, Belgisch wielrenner (overleden 2008)
- 1946 - André the Giant, Frans worstelaar en acteur (overleden 1993)
- 1946 - Michele Placido, Italiaans acteur en filmregisseur
- 1946 - Jules Verriest, Belgisch voetballer
- 1947 - Paul Brady, Iers zanger en songwriter
- 1947 - David Helfgott, Australisch pianist
- 1947 - Gijs IJlander (Gijs Hoetjes), Nederlands schrijver (overleden 2024)
- 1948 - Grace Jones, Jamaicaans zangeres en actrice
- 1949 - Ashraf Ghani, Afghaans politicus, econoom en antropoloog
- 1949 - Dusty Hill, Amerikaans muzikant (overleden 2021)
- 1949 - Pieter Nouwen, Nederlands journalist en schrijver (overleden 2007)
- 1950 - Ron Brandsteder, Nederlands presentator (overleden 2025)
- 1951 - Dianne Holum, Amerikaans schaatsster
- 1951 - Joey Ramone, Amerikaans zanger (overleden 2001)
- 1952 - Patrick Hoogmartens, Belgisch bisschop van Hasselt
- 1952 - Bert van Marwijk, Nederlands voetballer en voetbaltrainer
- 1953 - Ellinor Ljungros, Zweeds atlete
- 1953 - Ronald Van Rillaer, Belgisch acteur en cabaretier (overleden 2023)
- 1953 - Victoria Wood, Brits comédienne en actrice (overleden 2016)
- 1954 - Phil Rudd, Australisch drummer
- 1955 - Vladimir Koloskov, Russisch basketbalcoach (overleden 2024)
- 1955 - Fons de Poel, Nederlands journalist en televisieprogrammamaker
- 1956 - James Gosling, Canadees informaticus
- 1957 - Bill Laimbeer, Amerikaans basketballer
- 1958 - Wally De Doncker, Belgisch auteur
- 1958 - Gberdao Kam, Burkinees jurist
- 1959 - Jean-Claude Bouvy, Belgisch-Congolees voetballer (overleden 1986)
- 1960 - Daniel Grataloup, Frans rallynavigator
- 1960 - Lidy Sluyter, Nederlands zangeres en actrice
- 1960 - Yazz, Brits zangeres
- 1961 - Wayne van Dorp, Nederlands-Canadees ijshockeyer
- 1961 - Ronan Hardiman, Iers componist
- 1961 - Geert Lageveen, Nederlands toneel-, televisie- en filmacteur
- 1962 - Gregor Stam, Nederlands triatleet
- 1964 - Miloslav Mečíř, Slowaaks tennisser
- 1964 - Dennis Mizzi, Maltees voetballer
- 1966 - Polly Walker, Engels actrice
- 1967 - Michiel Bartman, Nederlanders roeier
- 1967 - Geraldine Somerville, Iers actrice
- 1969 - Thomas Vinterberg, Deens filmregisseur
- 1970 - Alwien Tulner, Nederlands actrice
- 1971 - Ilse De Meulemeester, Belgisch presentatrice en Miss België 1994
- 1972 - Claudia Karvan, Australisch actrice
- 1973 - Dario Franchitti, Schots autocoureur
- 1975 - Masanobu Ando, Japans acteur en regisseur
- 1975 - Igor Corvers, Belgisch handballer
- 1975 - Fabien De Waele, Belgisch wielrenner
- 1976 - Kevin Garnett, Amerikaans basketballer
- 1976 - Jonathan Parker, Brits schaker
- 1977 - Manuel Almunia, Spaans voetballer
- 1977 - Wouter Hamel, Nederlands jazzzanger
- 1977 - Natalia Oreiro, Uruguayaans zangeres
- 1978 - Dave Bus, Nederlands voetballer
- 1978 - Katarina Justić, Nederlands actrice
- 1978 - Marleen Scholten, Nederlands actrice
- 1978 - Jiske Snoeks, Nederlands hockeyster
- 1979 - Diego Forlán, Uruguayaans voetballer
- 1979 - Shooter Jennings, Amerikaans zanger en songwriter
- 1979 - Andrea Pirlo, Italiaans voetballer
- 1979 - René Riva, Nederlands acteur, zanger, stripauteur en televisiepresentator
- 1980 - Drew Fuller, Amerikaans acteur
- 1980 - Anastasia Gimazetdinova, Oezbeeks kunstschaatsster
- 1981 - Arjan van Hees, Nederlands predikant en organist
- 1981 - Felix Zwayer, Duits voetbalscheidsrechter
- 1981 - Klaas-Erik Zwering, Nederlands zwemmer
- 1982 - Klaas Vantornout, Belgisch veldrijder
- 1983 - Sergei Azarov, Wit-Russisch schaker
- 1986 - Irina Amsjennikova, Oekraïens zwemster
- 1986 - Boris Rotenberg, Fins voetballer
- 1987 - Lukas Müller, Duits roeier
- 1987 - Jayne Wisener, Noord-Iers actrice en zangeres
- 1988 - Lily Cole, Brits model en actrice
- 1989 - Aletta Jorritsma, Nederlands roeister
- 1989 - Manuel Poppinger, Oostenrijks schansspringer
- 1991 - Tamás Pál Kiss, Hongaars autocoureur
- 1991 - Jordan Pruitt, Amerikaans zangeres
- 1991 - Dawit Wolde, Ethiopisch atleet
- 1992 - Gershwin Bonevacia, Nederlands schrijver, dichter en filosoof
- 1992 - Ola John, Nederlands voetballer
- 1992 - Sam Smith, Brits singer-songwriter
- 1993 - Kantadhee Kusiri, Thais autocoureur
- 1993 - Josef Martínez, Venezolaans voetballer
- 1993 - Tess Wester, Nederlands handbalster
- 1996 - Pelle Clement, Nederlands voetballer
- 1996 - Kelvin Boerma, Nederlands youtuber
- 1997 - Paulien Couckuyt, Belgisch atlete
- 1997 - Christopher Höher, Oostenrijks autocoureur
- 2003 - JoJo Siwa, Amerikaans danseres en zangeres

## Overleden

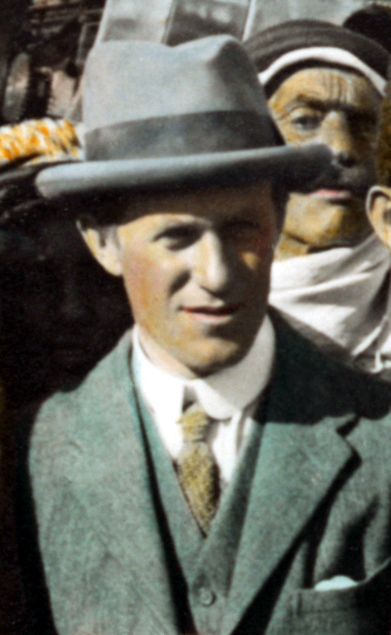
T.E. Lawrence
overleden in 1935

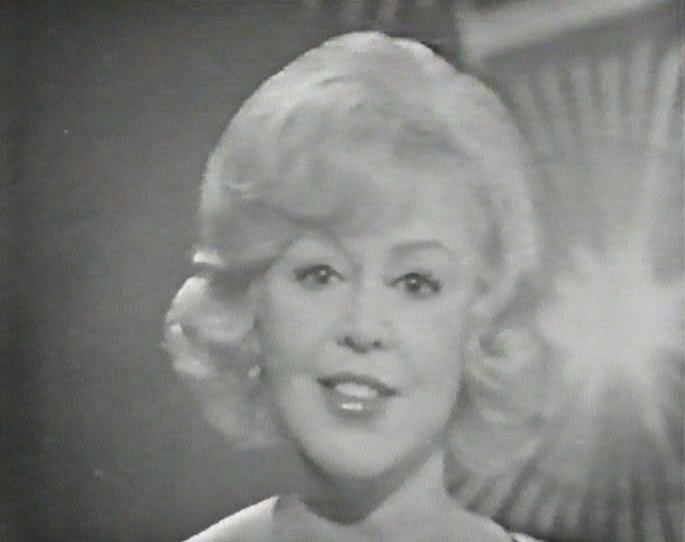
Kathy Kirby
overleden in 2011

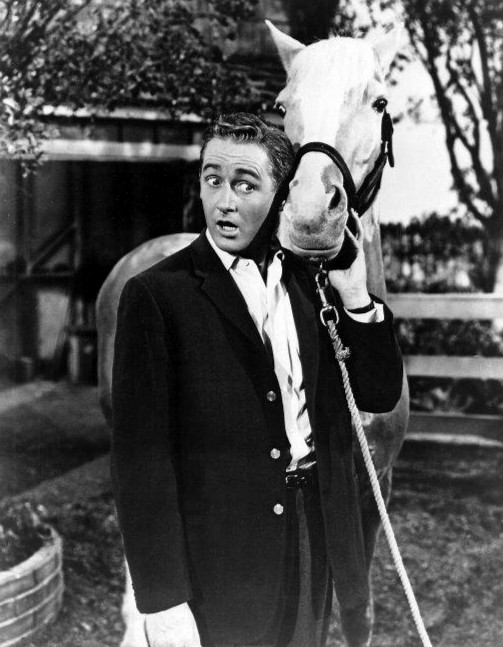
Alan Young hier naast zijn Mister Ed
overleden in 2016

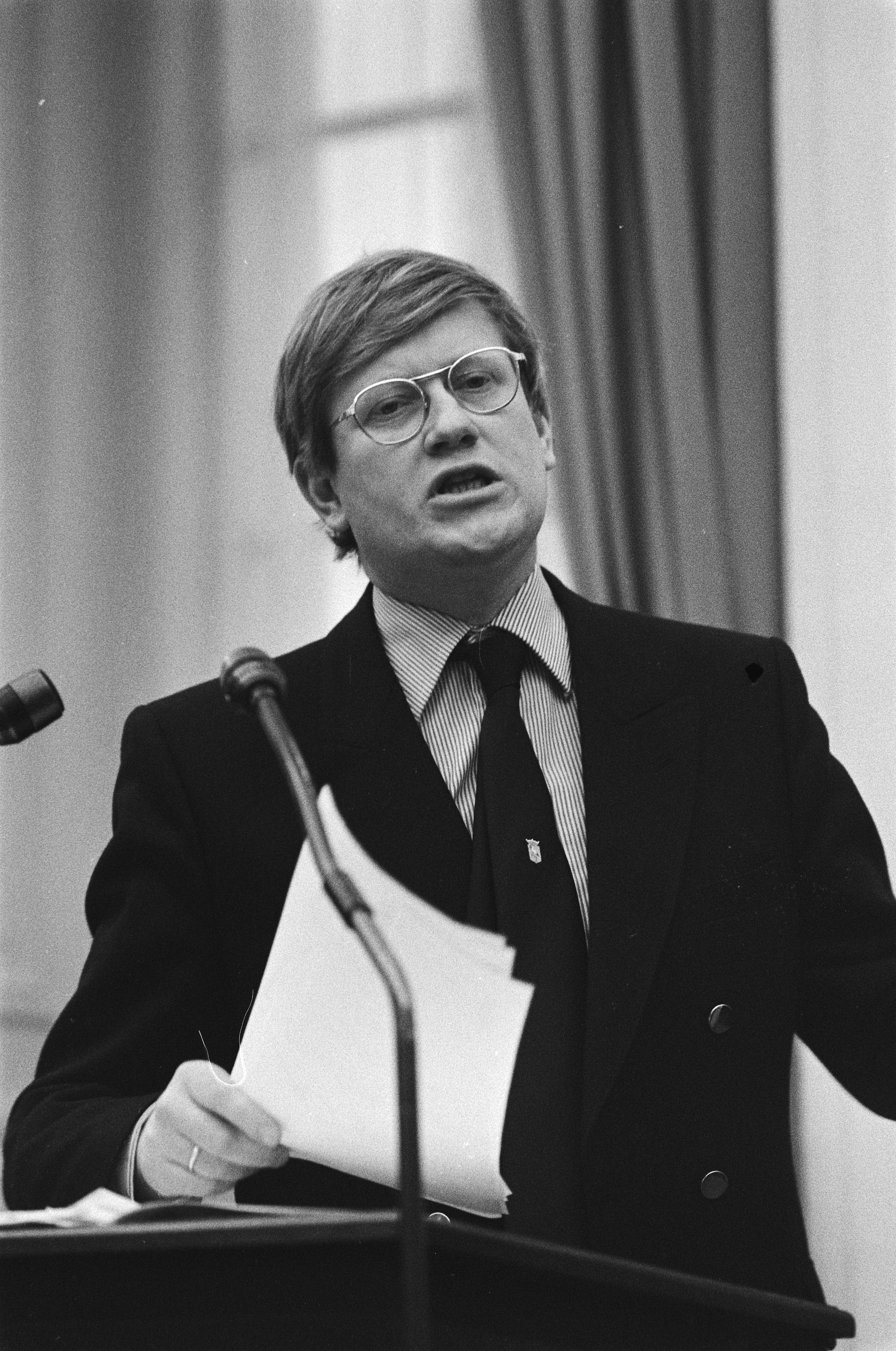
Hans Wiegel
overleden in 2025

- 804 - Alcuinus van York (c. 69), geleerde, schrijver en raadgever van Karel de Grote
- 1125 - Vladimir Monomach (c. 72), grootvorst van Kiev
- 1218 - Otto IV (43), keizer van het Heilige Roomse Rijk (1209 - 1218)
- 1296 - Paus Coelestinus V (81), paus in 1294
- 1536 - Anna Boleyn (ong. 30), tweede vrouw van Hendrik VIII van Engeland
- 1637 - Isaac Beeckman (48), Nederlands filosoof
- 1647 - Sebastiaen Vrancx (74), Belgisch barokschilder, etser en dichter-toneelschrijver
- 1786 - John Stanley (74), Engels componist en organist
- 1864 - Nathaniel Hawthorne (59), Amerikaans schrijver
- 1872 - Johan Hendrik van Dale (44), Nederlands woordenboeksamensteller
- 1876 - Guillaume Groen van Prinsterer (75), Nederlands politicus
- 1879 - Jules Anspach (49), liberaal politicus en burgemeester van Brussel
- 1895 - José Martí (42), Cubaans onafhankelijkheidsstrijder
- 1898 - William Ewart Gladstone (88), Brits premier
- 1912 - Boleslaw Prus (64), Pools schrijver en journalist
- 1919 - Sven Olsson (29), Zweeds voetballer
- 1935 - Thomas Edward Lawrence (46), Engels prozaschrijver, archeoloog en militair
- 1948 - Saekle Greijdanus (77), Nederlands theoloog
- 1954 - Charles Ives (79), Amerikaans klassiek componist
- 1958 - Ronald Colman (67), Engels acteur
- 1958 - Archie Scott-Brown (31), Schots autocoureur
- 1959 - Bob Cortner (32), Amerikaans autocoureur
- 1964 - Stefan Śliwa (65), Pools voetballer
- 1965 - Eric Erickson (70), Zweeds honkballer
- 1969 - Coleman Hawkins (64), Amerikaans jazzmusicus
- 1982 - Willem Bokhoven (81), Nederlands waterpoloër
- 1983 - Jean Rey (80), Belgisch advocaat en liberaal politicus
- 1984 - John Betjeman (77), Engels dichter
- 1984 - Bill Holland (76), Amerikaans autocoureur
- 1985 - Hilding Rosenberg (92), Zweeds componist, dirigent en muziekpedagoog
- 1989 - Abel Herzberg (95), Nederlands toneel- en kroniekschrijver en essayist
- 1991 - Ferdinand Fiévez (71), Nederlands politicus
- 1991 - Rini Otte (74), Nederlands actrice
- 1991 - Willy Pot (68), Nederlands illustrator
- 1994 - Jacqueline Kennedy Onassis (64), first lady
- 1994 - Luis Ocaña (48), Spaans wielrenner
- 1997 - Jan Koopman (77), Nederlands pater en anti-abortusactivist
- 1999 - Willem Hilbrand van Dobben (91), Nederlands bioloog en landbouwkundige
- 2000 - Johnny Baldwin (78), Amerikaans autocoureur
- 2001 - F. van den Bosch (78), Nederlands schrijver
- 2001 - Herbert Burdenski (79), Duits voetballer en trainer
- 2001 - Fred Derby (61), Surinaams politicus en vakbondsleider
- 2004 - Mary Dresselhuys (97), Nederlands actrice
- 2004 - Auke Hettema (76), Nederlands beeldhouwer
- 2006 - Yitzhak Ben-Aharon (99), Israëlisch politicus, publicist en vakbondsbestuurder
- 2006 - Alexandrina van Donkelaar-Vink (111), oudste Nederlander
- 2006 - Freddie Garrity (69), Brits zanger
- 2006 - Henri Meert (85), Belgisch voetballer
- 2008 - Jacco van Renesse (71), Nederlands operettezanger en radiopresentator
- 2009 - Robert F. Furchgott (92), Amerikaans scheikundige en Nobelprijswinnaar
- 2009 - Nicholas Maw (73), Brits componist
- 2009 - Herbert York (87), Amerikaans kernfysicus
- 2011 - Garret FitzGerald (85), Iers politicus
- 2011 - Kathy Kirby (72), Brits zangeres
- 2011 - Vladimir Ryzjkin (80), Russisch voetballer
- 2012 - Ian Burgess (81), Brits autocoureur
- 2012 - Muriel Cerf (61), Frans schrijfster
- 2013 - Felipe Cruz (93), Filipijns ondernemer
- 2013 - Bella Flores (84), Filipijns actrice
- 2013 - Karel Van Rompuy (83), Belgisch bankier
- 2014 - Jack Brabham (88), Australisch autocoureur, drievoudig wereldkampioen Formule 1
- 2014 - Wilfried Dumon (84), Belgisch kanunnik
- 2014 - Gabriel Kolko (81), Amerikaans historicus
- 2014 - Gig Stephens (87), Amerikaans autocoureur
- 2016 - Alexandre Astruc (92), Frans filmregisseur, scenarist en schrijver
- 2016 - Janny Moffie-Bolle (95), Nederlands Holocaustoverlevende
- 2016 - Alan Young (96), Brits-Amerikaans acteur
- 2017 - Huub Ernst (100), Nederlands bisschop
- 2017 - Nawshirwan Mustafa (73), Iraaks-Koerdisch politicus
- 2018 - Robert Indiana (89), Amerikaans kunstschilder, beeldhouwer en dichter
- 2018 - Bernard Lewis (101), Brits-Amerikaans historicus, oriëntalist en politiek commentator
- 2019 - Truus Wilders-IJlst (75), Nederlands beeldhouwster
- 2020 - David Brodman (84), Israëlisch rabbijn en vredesactivist
- 2021 - Oscar Cavagnis (46), Italiaans wielrenner
- 2021 - Lee Evans (74), Amerikaans atleet
- 2022 - Terry Verbiest (66), Belgisch presentator, ondernemer en journalist
- 2022 - Bernard Wright (58), Amerikaans funk- en jazzmusicus en toetsenist
- 2023 - Martin Amis (73), Brits schrijver
- 2023 - Arturo Grávalos (25), Spaans wielrenner
- 2023 - Tim Keller (72), Amerikaans predikant
- 2023 - Andy Rourke (59), Brits rockmuzikant
- 2024 - Hans van Agt (80), Nederlands politicus
- 2024 - Sjef Hensgens (76), Nederlands atleet
- 2024 - Dick Kuiper (85), Nederlands socioloog en politicus
- 2024 - Jörg Nimmergut (85), Duits publicist en conservator
- 2024 - Ebrahim Raisi (63), Iraans politicus en president
- 2024 - Sigmund Rolat (Zygmunt Rozenblat) (93), Amerikaans filantroop, kunstverzamelaar en zakenman
- 2025 - Joeri Grigorovitsj (98), Russisch choreograaf
- 2025 - Jonathan Paredes (36), Colombiaans wielrenner
- 2025 - Hans Wiegel (83), Nederlands politicus
- 2025 - Lam de Wolf (76), Nederlands kunstenaar

## Viering/herdenking
- Laatste dag van de Franse republikeinse maand Floréal
- Officiële herdenkingsdag van de Griekse Genocide in Griekenland
- Heksennacht
- Rooms-katholieke kalender:
  - Heilige Ivo (Hélory) († 1303)
  - Heilige Hadolf († c. 728)
  - Heilige Pudentiana (van Rome) († c. 160)
  - Heilige Crispinus van Viterbo († 1750)
  - Heilige Dunstan (van Canterbury) († 988)
  - Heilige Celestinus V († 1296)
  - Heilige Maria Bernarda Bütler († 1924)
  - Heilige Paus Urbanus I († 230)

## Weerextremen

### Nederland
| | Officiële records | Officiële records | Officiële records |      | Landelijke records            | Landelijke records | Landelijke records                                                                                                   |
| Gebeurtenis | Jaar              | Extreem           | Locatie           | Jaar | Extreem                       | Locatie            | |
| --- | ----------------- | ----------------- | ----------------- | ---- | ----------------------------- | ------------------ | --- |
| Laagste etmaalgemiddelde temperatuur (°C) | 1955              | 6,0               | De Bilt           |      | 1955                          | 5,5                | Deelen, Maastricht                                                                                                   |
| Hoogste etmaalgemiddelde temperatuur (°C) | 1925, 1989        | 19,8              | De Bilt           |      | 1989                          | 20,7               | Deelen |
| Laagste minimumtemperatuur (°C) | 1995              | 0,1               | De Bilt           |      | 1907                          | −1,2               | Eelde |
| Hoogste minimumtemperatuur (°C) | 1997              | 14,5              | De Bilt           |      | 1925 1997                     | 15,7               | De Kooy Lelystad |
| Laagste maximumtemperatuur (°C) | 1969              | 9,3               | De Bilt           |      | 1969                          | 7,7                | Leeuwarden, Twenthe                                                                                                  |
| Hoogste maximumtemperatuur (°C) | 1953              | 27,4              | De Bilt           |      | 2022                          | 31,3               | Maastricht |
| Hoogste uurgemiddelde windsnelheid (m/s) | 1962              | 10,8              | De Bilt           |      | 2006                          | 20,0               | Houtribdijk, Schaar, Vlakte van De Raan                                                                              |
| Hoogste windstoot (m/s) | 1955              | 20,6              | De Bilt           |      | 2015                          | 36,0               | Huibertgat |
| Langste zonneschijnduur (uur) | 1948              | 14,6              | De Bilt           |      | 1940 1977 1979 1992 1998 2010 | 15,0               | Eelde Leeuwarden Leeuwarden, Schiphol Hupsel, Nieuw Beerta Eelde Heino, Hoogeveen, Lauwersoog, Leeuwarden, Marknesse |
| Langste neerslagduur (uur) | 1969              | 6,5               | De Bilt           |      | 1969                          | 12,6               | De Kooy |
| Hoogste etmaalsom van de neerslag (mm) | 2022              | 22,6              | De Bilt           |      | 2022                          | 37,6               | Cabauw |
| Laagste etmaalgemiddelde relatieve vochtigheid (%) | 1943              | 47                | De Bilt           |      | 1940                          | 40                 | Maastricht |
| Laagste uurwaarde luchtdruk op zeeniveau (hPa) | 1941              | 999,0             | De Bilt           |      | 2006                          | 996,9              | Vlieland |
| Hoogste uurwaarde luchtdruk op zeeniveau (hPa) | 1916              | 1032,4            | De Bilt           |      | 1916                          | 1032,7             | De Kooy |
| Officiële records worden altijd gemeten op het KNMI-weerstation in De Bilt. Landelijke records kunnen worden gemeten op elk officieel KNMI-weerstation in Nederland. |                   |                   |                   |      |                               |                    | |

Uitzonderlijke gebeurtenissen
- 1908 - Eerste officiële warme dag van het jaar (maximumtemperatuur ≥ 20 °C in De Bilt)
- 2024 - Landelijk langste zonneschijnduur in uren van het jaar gemeten in Leeuwarden: 14,7 (voorlopig)
- 2024 - Landelijk langste zonneschijnduur in uren van mei dit jaar gemeten in Leeuwarden: 14,7 (voorlopig)

### België
Dagrecords
- 1969 - Laagste etmaalgemiddelde temperatuur 6,1 °C
- 1888 - Hoogste etmaalgemiddelde temperatuur 20,6 °C
- 1907 - Laagste minimumtemperatuur 1,4 °C
- 1888 - Hoogste maximumtemperatuur 26,9 °C
- 1984 - Hoogste etmaalsom van de neerslag 16,9 mm

Uitzonderlijke gebeurtenissen
- 1935 - Laatste dag in een reeks van zes opeenvolgende dagen met sneeuwval in de Hoge Venen.

<< · 1 · 2 · 3 · 4 · 5 · 6 · 7 · 8 · 9 · 10 · 11 · 12 · 13 · 14 · 15 · 16 · 17 · 18 · 19 · 20 · 21 · 22 · 23 · 24 · 25 · 26 · 27 · 28 · 29 · 30 · 31 · >>